# Chrysotus lamellicaudatus
Chrysotus lamellicaudatus är en tvåvingeart som beskrevs av Robinson 1975. Chrysotus lamellicaudatus ingår i släktet Chrysotus och familjen styltflugor. Inga underarter finns listade i Catalogue of Life.